# Schottische Fußballnationalmannschaft (U-15-Junioren)
Die schottische U-15-Fußballnationalmannschaft wurde von der Scottish Football Association organisiert und vertritt Schottland als Auswahlmannschaft in der U-15-Altersklasse. Spielberechtigt waren Spieler, die ihr 15. Lebensjahr noch nicht vollendet hatten und die britische Staatsbürgerschaft besitzen, bei Einladungsturnieren kann hiervon gegebenenfalls abgewichen werden. 
Derzeit ist die U-16-Nationalmannschaft die Auswahlmannschaft des schottischen Verbandes mit dem niedrigsten Altersniveau. Da in dieser Altersklasse keine offiziellen Turniere seitens UEFA oder FIFA organisiert werden, steht die Sichtung von Nachwuchstalenten im Vordergrund.